# Amyntas (Sohn des Antiochos)
Amyntas (altgriechisch Ἀμύντας; † 332 v. Chr.), Sohn des Antiochos, war ein makedonischer Adliger und Söldnerführer im 4. vorchristlichen Jahrhundert.
Amyntas war aller Wahrscheinlichkeit nach ein Jugendgefährte (syntrophos) des Königs Amyntas IV., der von Philipp II. aus der Herrschaft in Makedonien verdrängt worden war. Beide erhielten noch vor dem Jahr 338 v. Chr. die Ehrenbürgerwürde der Stadt Oropos verliehen, die in zwei erhaltenen Inschriften aus dem Amphiaraostempel der Stadt dokumentiert sind.
Im Jahr 336 v. Chr. wurde Philipp II. ermordet und dessen Sohn, Alexander der Große, folgte ihm auf dem makedonischen Thron nach. Alexander ließ kurz darauf Amyntas IV. beseitigen, angeblich weil dieser die unklare Lage jener Zeit zur Rückgewinnung des Thrones ausnutzen wollte. Amyntas, Sohn des Antiochos, floh nach Asien, wohl weil er als Freund Amyntas’ IV. um sein Leben fürchten musste. Im Jahr 334 v. Chr. wird er als Mitglied der griechischen Söldnergarnison von Ephesos genannt, als Alexander seinen Asienfeldzug begann. Nach dessen Sieg in der Schlacht am Granikos zog Amyntas mit seiner Truppe nach Syrien und schloss sich dem Heer des Großkönigs Dareios III. an. Diesem diente er als Agent bei dem Versuch, Alexander den Lynkesten zum Verrat an Alexander dem Großen zu bewegen.
Als Dareios III. mit seinem Heer vor der Schlacht bei Issos (333 v. Chr.) in einer syrischen Ebene bei Sochoi lagerte, beriet er in einem Kriegsrat, ob er hier die makedonischen Truppen erwarten oder Alexander entgegenziehen solle. Amyntas trat für die erstere Möglichkeit ein, da Alexander ganz sicher bald anrücken werde und die Ebene bei Sochoi außerdem dem Perserheer mit seiner großen numerischen Überlegenheit an Soldaten große Entfaltungsmöglichkeiten biete. Er konnte sich aber mit dieser Ansicht nicht gegen persische Ratgeber des Königs durchsetzen und Dareios III. entschied, nach Kilikien vorzurücken. In der folgenden Schlacht bei Issos kämpfte Amyntas als Kommandant eines Teils von Dareios’ griechischen Söldnern mit. Nach der Niederlage der Perser floh er mit 4.000 seiner Söldner vom Schlachtfeld.
Im phönizischen Tripolis bemächtigte sich Amyntas einer persischen Flotte, mit der er zuerst nach Zypern übersetzte und auf dieser Insel weitere Soldaten in seine Dienste nahm. Der Althistoriker Werner Huß hält den Bericht des Alexanderhistorikers Curtius Rufus, dass Amyntas von nun an auf eigene Faust handelte, für glaubwürdiger als die Behauptung Diodors, dass Amyntas auch nach der Schlacht bei Issos weiterhin für die Perser gekämpft habe. 332 v. Chr. segelte Amyntas von Zypern zum ägyptischen Pelusium. Hier beanspruchte er gegen Mazakes die Statthalterschaft über Ägypten als Nachfolger des bei Issos gefallenen Sabakes, indem er fälschlicherweise behauptete, durch den Großkönig dazu ermächtigt worden zu sein. In Pelusium wurde er eingelassen und fuhr dann mit seiner Truppe den Nil aufwärts bis Memphis. Er wollte sich dieses persischen Machtzentrums von Ägypten bemächtigten und dürfte dabei Unterstützung ägyptischer Kreise besessen haben. Anfangs scheint er einen Ausfall persischer Soldaten aus Memphis zurückgeschlagen zu haben. Als er dann aber mit seinen Söldnern plündernd umherzog, wurde er bei einem zweiten Gefecht von Mazakes vernichtend geschlagen und selbst getötet.